# Christoffer Dulny
Christoffer Lech Dulny, tidigare Christoffer Robin Lech Martin Dulny, född 29 november 1983 i Enskede församling i Stockholm, är en svensk politiker (tidigare sverigedemokrat). Han valdes till ordinarie riksdagsledamot i valet 2014, invald för Sverigedemokraterna för Västra Götalands läns östra valkrets, och avsade sig detta uppdrag den 29 september 2014. Dulny har arbetat som tjänsteman på Sverigedemokraternas riksdagskansli och är en av grundarna av Nordisk Alternativhöger, en rörelse med koppling till den amerikanska alt-right-rörelsen.

## Karriär inom Sverigedemokraterna
Sedan Sverigedemokraterna kom in i Sveriges riksdag i valet 2010 anställdes Dulny på partiets riksdagskansli som pressekreterare, för att senare bli politisk samordnare på kansliet. Dulny arbetade kvar som tjänsteman på Sverigedemokraternas riksdagskansli fram till våren 2017. Han var Sverigedemokraternas ledamot i Polisorganisationskommittén 2011–2014. Dulny var fram till september 2014 ordförande för Sverigedemokraterna i Stockholms stad och var partiets förstanamn på valsedeln i kommunalvalet 2014. Inför valet 2014 stod Dulny på plats 42 på Sverigedemokraternas lista till riksdagen, vilket räckte för att han skulle bli invald som ordinarie riksdagsledamot.
Tidningen Expressen i samarbete med Researchgruppen avslöjade den 8 september 2014 att Dulny under flera år under falskt namn skrivit rasistiska kommentarer på flera webbplatser. Dagen efter Expressens publicering meddelade Dulny att han avsade sig sina kandidaturer och förtroendeuppdrag i Sverigedemokraterna.
Sedan Dulny avsagt sig uppdraget som riksdagsledamot utsågs Robert Stenkvist till ny ordinarie riksdagsledamot från och med 30 september 2014.

## Nordisk Alternativhöger
Dulny arbetade kvar som tjänsteman på Sverigedemokraternas riksdagskansli fram till maj 2017, då han tillsammans med Daniel Friberg lanserade organisationen Nordisk Alternativhöger. Gruppen hade kopplingar till den amerikanska alt-right-rörelsen, och Dulny och Friberg medverkade på Unite the Right-demonstrationen i Charlottesville 2017.
Nordisk Alternativhöger har av Stiftelsen Expo beskrivits som en sorts pr-byrå för vit makt-miljön, och uppmärksammades av bland annat SVT:s Uppdrag granskning. Organisationens material har beskrivits som antisemitiskt. 2018 hamnade partiet Alternativ för Sverige i blåsväder efter att en av partiets riksdagskandidater satt upp ett antisemitiskt klistermärke från Nordisk Alternativhöger på ett pendeltåg.